# Marco van der Lucht
Marco van der Lucht is een Nederlands korfballer en korfbalscheidsrechter. Tweemaal won hij de prijs van Beste Scheidsrechter in de Korfbal League.
Zelf korfbalde Van der Lucht vanaf 1976 tot 1992 bij Pernix uit Leiden. Daarna korfbalde hij van 1998 tot 2006  bij ZKV de Meervogels uit Zoetermeer.

## Korfbal League
Sinds 2006 fluit Van der Lucht met zijn assistent Arnold Alexander. De eerste 2 jaar samen floten zij in de Hoofdklasse, maar vanaf 2008 zijn zij vaste scheidsrechters in de Korfbal League, de hoogste korfbalcompetitie in Nederland.
Van der Lucht was er in 2014 anderhalf jaar uit, vanwege een blessure. In seizoen 2018-2019 floot Van der Lucht de Korfbal League finale.
Vanaf seizoen 2019-2020 t/m 2022-2023 vormde Van der Lucht een duo met Rick Voskamp.
Na dit seizoen nam Van der Lucht afscheid als topkorfbalscheidsrechter.

## IKF
Van der Lucht floot ook namens het IKF op internationale toernooien. Zo was hij scheidsrechter op:
- Europese kampioenschappen B 2013
- Europacup 2014
- Europese kampioenschappen A/B 2016
- Europacup 2017
- Europese kampioenschappen A 2018
- Europacup 2019
- Europacup 2020
- Europese kampioenschappen B 2022
- Pan-Amerikaanse kampioenschappen 2022
- WK 2023

## Prijzen
- 2019, Finale Korfbal League in Ziggodome
- 2018, Beste Scheidsrechter
- 2010, Beste Scheidsrechter